# Barnim X.

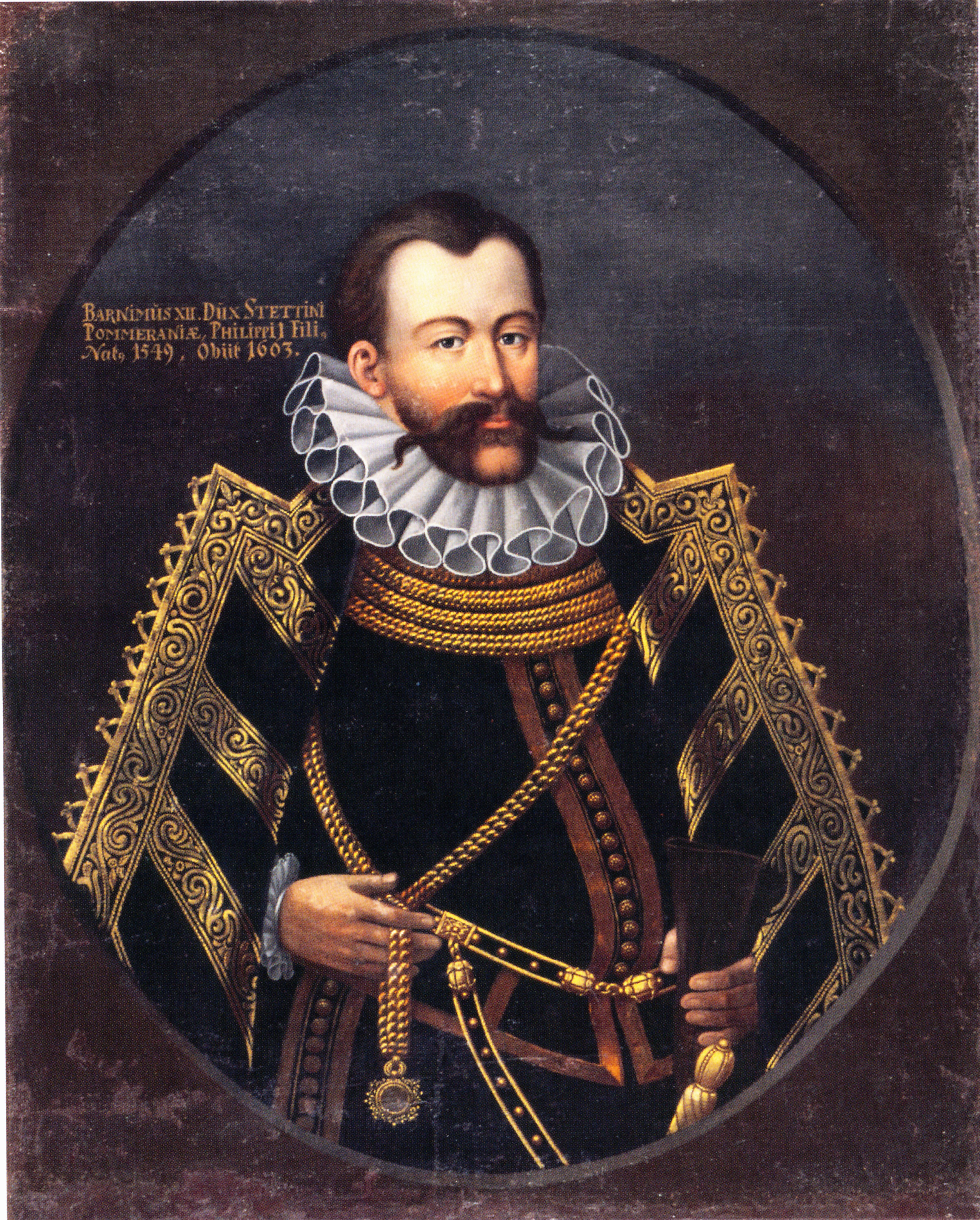
Herzog Barnim X. von Pommern-Stettin

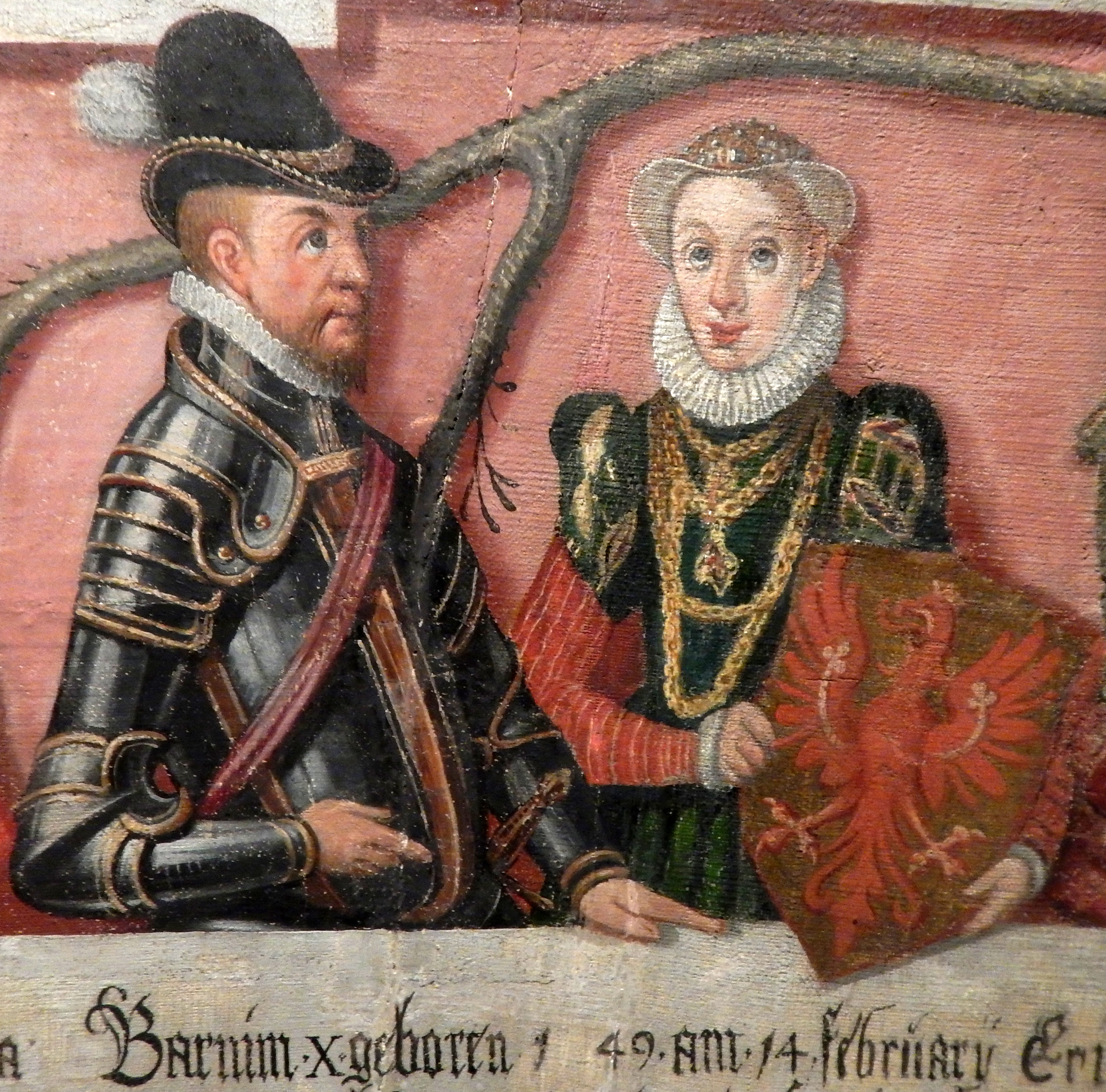
Barnim X. und seine Gemahlin Anna Maria von Brandenburg, aus dem Bilderstammbaum der Greifen von Cornelius Krommeny (1598).

Barnim X., nach anderer Zählung Barnim XII. (* 15. Februar 1549 in Wolgast; † 1. September 1603 in Stettin), war ein Herzog von Pommern aus dem Greifenhaus. Er verwaltete zunächst ab 1569 das Amt Rügenwalde. Von 1600 bis zu seinem Tode regierte er in Pommern-Stettin.

## Leben
Barnim wurde als sechstes Kind von Herzog Philipp I. von Pommern-Wolgast und seiner Gemahlin Maria von Sachsen geboren. Beim Tode Philipps im Jahre 1560 überlebten ihn fünf seiner Söhne, neben Barnim seine älteren Brüder Johann Friedrich (1542–1600), Bogislaw XIII. (1544–1606) und Ernst Ludwig (1545–1592) sowie Barnims jüngerer Bruder Kasimir VI. (1557–1605). Für alle Brüder wurde zunächst eine Vormundschaftsregierung eingerichtet. Sie bestand aus dem Hofmarschall Ulrich von Schwerin als Regent und einem Regentschaftsrat von elf Personen.
Barnim studierte gemeinsam mit seinem Bruder Ernst Ludwig ab 1563 an der Universität Wittenberg, wo sie bis 1565 im Hause von Martin Luther, dem Sohn des Reformators Martin Luther, wohnten. In Wittenberg war er auch im Sommersemester 1564 Rektor der Alma Mater.
1569 kam es zu einer Neuordnung der Regierung in Pommern. Herzog Barnim IX. von Pommern-Stettin, der keine überlebenden Söhne hatte, verzichtete zu Gunsten von Johann Friedrich und Barnim X., seinen Großneffen, auf die Regierung. Barnim X. wiederum verzichtete auf die Mitregierung und ließ sich durch seinen Bruder mit dem Amt Rügenwalde abfinden. Endgültig wurde die Verteilung der Regierung in Pommern im Vertrag von Jasenitz vom 25. Juli 1569 geregelt.
Ebenfalls 1569 wurde eine Heirat Barnims mit einer polnischen Prinzessin geplant, die aber nicht zustande kam. In Rügenwalde regierte Barnim seit 1569 in ruhiger Zurückgezogenheit und mit verständiger Sparsamkeit. 1581 heiratete er Anna Maria von Brandenburg, eine Tochter von Kurfürst Johann Georg von Brandenburg. Aus der Ehe gingen keine Kinder hervor.
Nach dem Tode Johann Friedrichs im Jahre 1600 folgte Barnim ihm in der Regierung in Pommern-Stettin. Doch erst 1602 zog er von Rügenwalde in die Residenzstadt Stettin. In Rügenwalde folgte ihm sein jüngerer Bruder Kasimir VI. in die Herrschaft.
An der Regierung über Pommern-Stettin hatte Barnim wenig Freude. Johann Friedrich hatte über seine Verhältnisse gelebt, beträchtliche Schulden hinterlassen und Ämter verpfändet. Barnim erregte nunmehr durch seine Sparsamkeit vielfach Unwillen. Am 1. September 1603 starb er in Stettin und wurde in der Schlosskirche zu Stettin beigesetzt. Er hinterließ keine Kinder.
In die Regierung in Pommern-Stettin hätte auf Barnim sein jüngerer Bruder Kasimir VI. folgen sollen. Dieser verzichtete jedoch zugunsten seines älteren Bruders Bogislaw XIII., der wiederum seinen Sohn Philipp II. als Statthalter einsetzte. Barnims Witwe Anna Maria starb 1618 in ihrem Witwensitz in Wollin.

## Zählung
Die Zählung der Herrscher des Greifenhauses ist seit jeher verwickelt. Von Alters her herrscht hier eine Ungleichheit, die manche Verwirrung hervorruft. Die modernere Zählung von Barnim als Barnim X. ergibt sich, wenn man nur die Angehörigen des Greifenhauses zählt, die das Mannesalter erreicht haben. Zählt man hingegen auch die als Kind Verstorbenen mit, so ergibt sich die Zählung als Barnim XII., die in der älteren Literatur üblich war.